# Stand Tall
«Stand Tall» (en español Mantente En Alto) es una canción de la cantante y actriz neerlando-estadounidense Anneliese van der Pol.

## Información
La canción fue escrita por Michael Lloyd, Greg O'Connor, Dennis Spiegel, y producida por Lloyd y O'Connor. La canción
La canción fue lanzada en iTunes, Amazon y otras tiendas para promocionar la película de 2011, Pride, dirigida y coproducida por Marc Saltarelli y protagonizada por Perry Ojeda (HA! The Web Series), James Karen (Wall Street, Poltergeist), Pauley Perrette (NCIS), Andy Martínez, Jr. (Lethal Eviction) y Susan Blakely (Southland).

### Lista de canciones
| Descarga digital - Estados Unidos, Canadá, México, Argentina, Chile, El Salvador, Brasil, Venezuela, Reino Unido, España, Alemania, Ucrania, Francia, Italia, Portugal, Nueva Zelanda, Australia, Austria, Noruega, Sudáfrica, Israel, Turquía, Grecia, Bélgica, Belice, Dinamarca, Indonesia, Singapur, Suecia, Suiza, Finlandia, Hong Kong, Japón, Malasia, Tailandia, Irlanda, Países Bajos, Polonia, Nigeria, India, República de Mauricio, Taiwán, Chipre, Luxemburgo, Rumania. |              |          |  |
| N.º | Título       | Duración |  |
| 1. | «Stand Tall» | 2:13     |  |

## Video
No se lanzó un video oficial para el sencillo, solamente se lanzó un video con la carátula de este en la página oficial de van der Pol en YouTube.